# Moure (Vila Verde)
Moure é uma povoação portuguesa sede da Freguesia de Moure do Município de Vila Verde, freguesia com 4,67 km² de área e 1378 habitantes (censo de 2021), tendo, por isso, uma densidade populacional de 295,1 hab./km².
A Freguesia de Moure pertencia ao concelho de Penela do Minho, quando este foi extinto em 24 de Outubro de 1855, e passou para o concelho (atual município) de Vila Verde,

## Demografia
A população registada nos censos foi:
| Distribuição da População por Grupos Etários | Distribuição da População por Grupos Etários | Distribuição da População por Grupos Etários | Distribuição da População por Grupos Etários | Distribuição da População por Grupos Etários |
| -------------------------------------------- | -------------------------------------------- | -------------------------------------------- | -------------------------------------------- | -------------------------------------------- |
| Ano                                          | 0-14 Anos                                    | 15-24 Anos                                   | 25-64 Anos                                   | > 65 Anos                                    |
| 2001                                         | 347                                          | 305                                          | 739                                          | 202                                          |
| 2011                                         | 256                                          | 192                                          | 763                                          | 210                                          |
| 2021                                         | 177                                          | 175                                          | 757                                          | 269                                          |

## História
Até ao início do século XIX foi sede do couto de Moure. Era constituído pelas freguesias de Moure e da Lage. Tinha, em 1801, 1858 habitantes.
Dizem que o nome desta lhe vem de um grande castelo dos Mouros, situado no Monte de Brito, com vestígios de uma cisterna e ruínas de muralhas. Muita desta pedra veio para a ponte de Prado.
Foi couto e chamava-se antigamente "Couto de Moure de Oliva".

## Lugares
Além da sede, a Freguesia de Moure compreende os seguintes lugares: Agoela, Bargiela, Camara, Caraceira, Carredal, Corveira, Couto, Eidinho, Estrada, Fontelo, Foz, Gondivão, Gondomil, Gondramás, Landeira, Laranjal, Mata, Mó, Ponte do Couto, Portelinha, Redondelo, Residencia, Ribeira, Santo Andre, Santo Antoninho, Seixosa, Sernande, Sezenda, Tanque e Vieiros.

## Património
- Pelourinho de Moure
- Carranca de Moure